# Феофілакт (Лопатинський)
Архієпископ Феофілакт (Федір Леонтійович Лопатинський; 1670-ті — 6 (17) травня 1741) — єпископ Російської православної церкви, архієпископ Тверський та Кашинський, видатний ієрарх першої половини XVIII ст., богослов, філософ.

## Життєпис
Родом із волинських дворян, народився приблизно у 1670-х на території Речі Посполитої (рік народження невідомий, але він був старший за Феофана Прокоповича, який народився 1681 р.).
У підлітковому віці емігрував із Польщі до Гетьманщини, отримав освіту у Києво-Могилянській академії, але вчився і за кордоном. Після закінчення у чернечому сані був наставником в Києво-Могилянській академії разом із Феофаном Прокоповичем.
1704  р. — емігрував до Московії, найнявся до Московської слов'яно-греко-латинської академії і займав посади: наставника філософії та префекта (1704—1706 рр.), а потім ректора та наставника богослов'я (від 1706 року).

### Керівник академії
Як викладач, Феофілакт у своїх наукових принципах не відходив від старого схоластичного шляху, залишаючись вірним традиціям київської школи. Московська академія на той час була відстала; ректору доводилося зіткнутися із різними труднощами. Будинки були старі, нестача коштів. Через масову російську неосвіченість — вчителів знайти було важко. Учнів постійно забирали зі школи для різних державних потреб. Феофілакт постійно надсилав прохання керівництву прохаючи кошти для академії. Російська держава байдуже ставилася до потреб академії.
1710 р. — його викликають до Санкт-Петербургу аби той взяв участь у формулюванні імперських ідей в історії Північної війни та, зокрема, Полтавської битви 1709 р.

### Антагонізм із Прокоповичем
Феофілакт мав напружені взаємини з іншим вихідцем із українських земель — Феофаном Прокоповичем.
Перші конфлікти Феофілакта з Феофаном беруть початок від київської служби. Їх розділяла різниця поглядів. Феофілакт та Гедеон (Вишневський) сперечалися з Прокоповичем по різних богословських питаннях. Вихід Феофілакта із Києва не припинив цих принципових зіткнень. Із Москви Лопатинський слідкував за вченою діяльністю Прокоповича.
1712 р. Феофан написав твір «Об иге неудобоносимом». Феофілакт знайшов у творі неправославні тенденції і відповів строгою критикою під заголовком:: «Иго Господне благо, и бремя его легко», відверто називаючи Феофановий твір писанням, що вносить реформаторські мудрування.
1716 р. Феофана викликали до Петербургу, московські вчені побачили в його кар'єрі небезпеку для церкви і замислили завадити феофанівському підвищенню. У московській академії тоді перебували два київських антагоністи Прокоповича: Феофілакт та Гедеон Вишневський. Вони вибрали із феофанівських творів сумнівні пункти, підозрюючи Прокоповича у лютеранстві і подали їх Стефану Яворському, який приєднався до Феофілакта із Гедеоном і вони вирішили подати протест проти висвячення Феофана в єпископи. Стефан написав послання єпископам на хіротонію Феофана. Прокоповичу вдалося виправдатися, а його супротивники були осоромлені. Стефан був змушений вибачитися за несправедливий донос, а автори мали отримати сувору догану.

### Єпископ Тверський
1722 р. — призначений радником у Синод РПЦ, у сані архімандрита, в якому був ректором у Москві. Тоді ж попросився, аби його призначили єпископом Іркутським, бо туди ніхто не хотів їхати. Однак йому було відмовлено.
1723 р. — його постановили на Тверську катедру РПЦ.
1735 р. — у результаті державних інтриг позбавлений сану та потрапив до в'язниці у Виборзькій фортеці, де сидів до кінця царювання Анни Іванівни. Коли влада перейшла до Анни Леопольдівни, була оголошена амністія усім політичним засудженим. Феофілакт був звільнений 31 грудня 1740. Йому повернули сан. Але старець Феофілакт вже знеможений.
6 травня 1741 р. — помер. Похований у Олександро-Невській лаврі міста Санкт-Петербург.

## Праці
Праці Феофілакта Лопатинського:
- «Объ игѣ Господнемъ благомъ» (проти поглядів Т.Прокоповича);
- «Политиколѣпная апотеозисъ» (1709, цареславний опис зустрічі царя Петра після перемоги під Полтавою);
- «Зеркало горячайшаго к Господу Богу духа» (1787);
- латинські вірші "Oda in laudem «peris principis Demetrii Kantemiri» (1719).